# Lozinghem
Lozinghem è un comune francese di 1 223 abitanti situato nel dipartimento del Passo di Calais nella regione dell'Alta Francia.

## Storia

### Simboli
Nel 1996, il comune di Lozinghem riprese come proprio emblema il blasone di Michel de Bernemicourt, signore del luogo dal 1462. La famiglia De Bernemicourt portava uno scudo di nero, seminato di gigli d'oro. A questo è stato aggiunto un pavone con la coda in rosta, tratto dallo stemma della famiglia De Guisselin (o Guiselain, o Guizelin), signori nel XVII secolo originari del Boulonnais (d'azzurro, a tre pavoni rotanti d'oro).

## Società

### Evoluzione demografica
Abitanti censiti